# Soupe owo
La soupe owo est une spécialité de soupe crémeuse de couleur jaune répandue au sein du delta du Niger, propre aux Urhobos, Itsekiris et Isokos de l'État du Delta, au Nigeria. Elle est principalement cuisinée pendant les périodes de fêtes, en particulier lors de la demande en mariage d'une demoiselle. Ce plat peut être servie avec de l'amidon, de l'igname bouillie ou du plantain vert.

## Dénominations et étymologie
La soupe owo est aussi connue sous diverses autres dénominations, à savoir les noms d'oghwo, owho, owhofibo, owhoephri, ogwho-ofigbo. Le nom oghwo evwri signifie « soupe à l'huile de palme », l'huile de palme étant en effet un ingrédient essentiel de la recette.

## Origines et diffusion
La soupe owo est une soupe traditionnelle de la région du centre-sud du Nigeria. Elle est courante parmi les groupes ethniques tels que les Urhobo. La soupe est préparée avec du garri trempé dans de l'eau après avoir ajouté un mélange d'huile de palme et de potasse. Il existe une controverse sur l'origine de la soupe. Selon l'histoire, la soupe est celle du peuple Urhobo. La soupe Owho est couramment consommée dans l'État du Delta ainsi que dans l'État d'Edo où les deux tribus sont nombreuses. Elle est particulièrement vénérée par le peuple Urhobo. La soupe tire son nom de la ville d'Owo.

## Préparation
La soupe owo est faite de poisson, d'huile de Banga, de bœuf, d'écrevisses, d'huile de palme et de potasse. Le garri est versé dans de l'huile de palme épaissie avec de la potasse. Parfois, elle est préparée avec d'autres ingrédients tels que de la viande de brousse. Le garri est d'abord mélangé pour le lisser, en ajoutant d'autres ingrédients comme des écrevisses. La soupe est prête lorsqu'il y a de l'huile flottant dessus.

## Service
La soupe owo est généralement consommée avec un féculent (usi) comme de l'igname bouillie, des bananes bouillies, du plantain bouilli ou des patates douces ou d'autres types d'hirondelles, mais elle est parfois consommée seule. La soupe owo est traditionnellement servie lors des mariages dans l'État du Delta ; son absence lors d'une célébration de mariage est considérée comme une insulte pour les invités. Elle est également servie lors d'autres célébrations traditionnelles et lors de funérailles. La soupe est également parfois servie en sauce.